# لچفورد

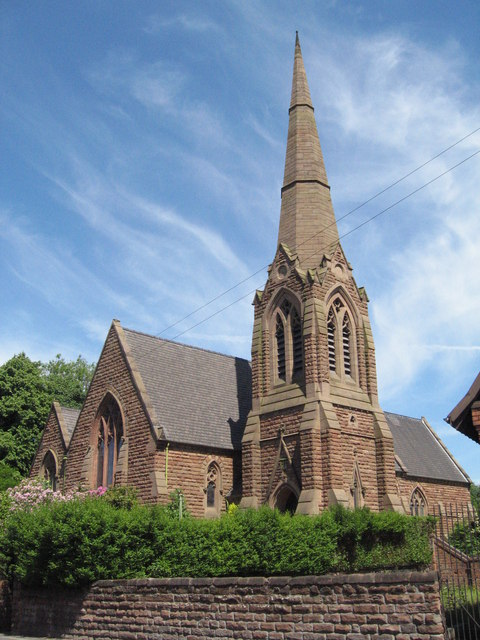
کلیسا واقع در لچفورد

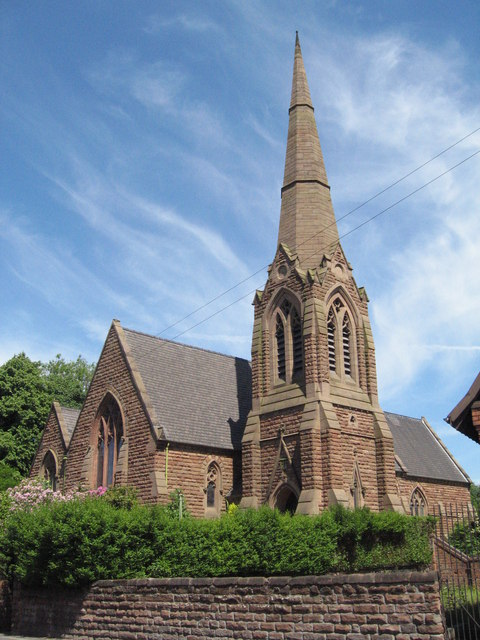
لچفوردلچفوردلچفورد

لچفورد (به انگلیسی: Latchford) یک روستا در بریتانیا است که در انگلستان واقع شده‌است. لچفورد ۷٬۸۵۶ نفر جمعیت دارد.